# 謝爾庫普人
謝爾庫普人、谢利库普人（俄語：Селькупы），又译为塞尔库普人、塞库普人，1930年代前稱奧斯加克-薩莫耶德人，是俄羅斯西伯利亞萨莫耶德人的一个族群，居住在托木斯克州的北部地区、克拉斯諾亞爾斯克邊疆區、亞馬爾-涅涅茨自治區和涅涅茨自治區。

## 概论
谢尔库普人说謝爾庫普語，该语言属于乌拉尔语系萨莫耶德语族。
谢尔库普人起源于鄂畢河流域中部地区，在公元后第一个千禧年的早期从薩彥嶺地区迁徙而来的萨莫耶德部落与当地原住叶尼塞部落混合而成。
在17世纪，一些谢尔库普人向北迁徙至塔茲河和圖魯漢河两岸。他们主要從事打獵、捕魚和飼養馴鹿為生。在18世纪，谢尔库普人参加了一场大规模的洗禮运动，但后来很多人又回归至他们古老的宗教信仰和习惯。
2002年人口普查顯示俄羅斯有4,249個謝爾庫普人（1970年时为4,300人），而2001年人口普查顯示烏克蘭有62個謝爾庫普人，但只有一人的母语为谢尔库普语。

## 延伸閱讀
- Sobanski, Florian. . Nationalities Papers. March 2001, 29 (1): 171–179. doi:10.1080/00905990120036448 （英语）.